# Rocksteady Studios
Rocksteady Studios är ett dator- och TV-spelsutvecklarföretag som håller till i Highgate i London i England i Storbritannien. Det bildades den 13 december 2004 och är mest känt för Batman: Arkham-serien.
Företaget förvärvades av Time Warner i februari 2010. I samband med Spike Video Game Awards 2009 utsågs Rocksteady Studios till "årets företag".

## Spel utvecklade av Rocksteady Studios
| År   | Titel                                  |
| ---- | -------------------------------------- |
| 2006 | Urban Chaos: Riot Response             |
| 2009 | Batman: Arkham Asylum                  |
| 2011 | Batman: Arkham City                    |
| 2015 | Batman: Arkham Knight                  |
| 2016 | Batman: Arkham VR                      |
| 2024 | Suicide Squad: Kill the Justice League |

### Fotnoter
1. ↑  Working at Rocksteady has had a huge impact on my skills and career as they really value creative freedom and thinking (på engelska), januari 2022, läs online, läst: 17 februari 2022.[källa från Wikidata]
2. ↑  Sam Prell (22 november 2004). ”Three years later, Calendar Man reveals Arkham City Easter egg” (på engelska). Engadget. https://www.engadget.com/2014/11/22/three-years-later-calendar-man-reveals-arkham-city-easter-egg/?guccounter=1. Läst 11 februari 2019.
3. ↑  Luke Plunkett (23 februari 2010). ”Warner Buys Batman: Arkham Asylum Devs” (på engelska). Kotaku. http://kotaku.com/5477933/warner-buys-batman-arkham-asylum-devs. Läst 21 april 2015.
4. ↑  ”Spike TV Announces 2009 Video Game Awards Winners” (på engelska). PR Newswire. 13 december 2009. Arkiverad från originalet den 8 oktober 2012. https://web.archive.org/web/20121008180818/http://www.prnewswire.com/news-releases/spike-tv-announces-2009-video-game-awards-winners-79149557.html. Läst 21 april 2015.